# Xoruzlu
Xoruzlu è un comune dell'Azerbaigian situato nel distretto di Tərtər. Conta una popolazione di 1 400 abitanti.